# (You Want to) Make a Memory
Singles de Bon Jovi
Welcome to Wherever You Are
(2006) Lost Highway
(2007)
Clip vidéo
[vidéo] « (You Want to) Make a Memory », sur YouTube
(You Want to) Make a Memory est une chanson du groupe de rock américain Bon Jovi extraite de leur dixième album studio, Lost Highway, paru en juin 2007.
Avant la sortie de l'album, la chanson a été envoyée aux radios et publiée en single. C'était le premier single tiré de cet album.
La chanson a atteint la 17e place aux États-Unis (dans le Hot 100 du magazine américain Billboard) dans la semaine du 19 mai.
Au Royaume-Uni, le single sort plus tard (le 25 juin) et atteint seulement la 33e place au classement national et la 1re du classement rock (dans la semaine de 1 au 7 juillet),.
La chanson a été nommée pour le Grammy de la meilleure prestation vocale pop d'un duo ou groupe. (Voir : 50e cérémonie des Grammy Awards.)

## Clip
Le clip de (You Want to) Make a Memory est un hommage déguisé au film Sixième Sens. On voit Jon Bon Jovi dans différents lieux sans pour autant être en interaction avec les personnes croisées, comme Bruce Willis dans le film.[citation nécessaire]

## Certifications
| Pays              | Certification | Unités certifiées |
| ----------------- | ------------- | ----------------- |
| États-Unis (RIAA) | Or            | 500 000           |